# Lamont Young
Pour les articles homonymes, voir Young.
Ne doit pas être confondu avec le compositeur américain La Monte Young.
Lamont Young (né le 12 mars 1851 à Naples, dans l'actuelle région Campanie, alors capitale du royaume des Deux-Siciles – mort dans la même ville le 12 mars 1929) est un urbaniste et architecte italien des XIXe et XXe siècles. Il est né de père écossais et de mère indienne.

## Biographie
Il se suicide en 1929 à Naples, sur la colline de Pizzofalcone, dans la villa Ebe, qu’il avait conçue.

## Œuvres

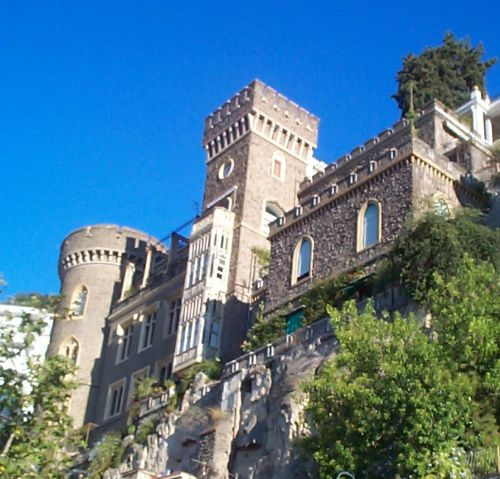
Le château Aselmeyer, à Naples

- Château Aselmeyer, Naples
- Villa Ebe, Naples

## Source
- (it) Cet article est partiellement ou en totalité issu de l’article de Wikipédia en italien intitulé « Lamont Young » (voir la liste des auteurs).